# 穴太門継
穴太 門継（あのう の かどつぐ、生没年不詳）は、平安時代前期の官人。姓は曰佐。

## 経歴
元慶5年（881年）5月、左衛門府生正七位上で、阿刀良縄らとともに山城・摂津・播磨など諸国の海賊追捕を命ぜられた。
仁和元年（885年）3月、右衛門少志で河内国の官田の管理を命ぜられた。他の事績は不明。

## 官歴
『日本三代実録』による。
- 時期不詳：正七位上。左衛門府生
- 仁和元年（885年）3月8日：見右衛門少志